# 접속 해피타임
접속! 해피타임은 2000년 5월 7일부터 2000년 10월 2일까지 KBS 2TV에서 방영된 예능프로그램인데  대부분 짝짓기 프로그램이 그랬던 것처럼 가볍고 소모적인 일회성 만남을 주선하며 자극적인 볼거리로 포장했다는 지적을 사 동시간대 MBC 사랑의 스튜디오에 밀려 고전을 면치 못했으며 결국 2000년 7월 24일부터 월요일 오후 7시로 옮겼으나 그 해 가을개편으로 막을 내려야 했는데  3월 31일 파일럿으로 편성될 당시에는 탤런트 이창훈과 황정민 아나운서가 공동 진행을 맡기도 했다.

## 출연자
- 이창명
- 김영진
- 박소현